# Patrick Warburton

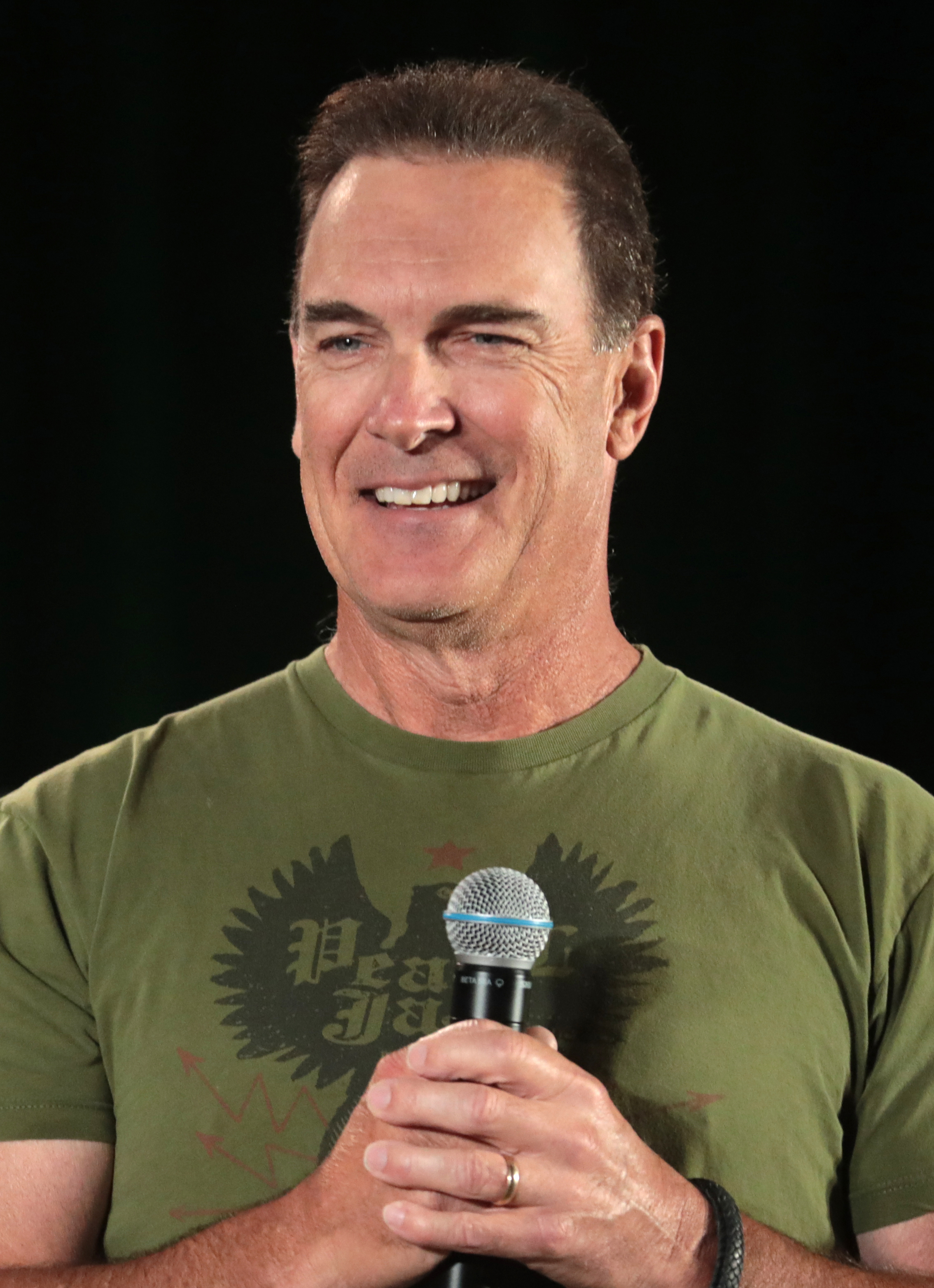
Patrick Warburton (2022)

Patrick John Warburton (* 14. November 1964 in Paterson, New Jersey) ist ein US-amerikanischer Schauspieler und Synchronsprecher.

## Leben
Patrick John Warburton wurde als Sohn der Schauspielerin Barbara Lord, geborene Barbara Jeanne Gratz, und des Chirurgen John Charles Warburton Junior in Paterson, New Jersey, geboren. Mit seinen drei jüngeren Schwestern wuchs er in einer konservativen katholischen Familie in Huntington Beach, Kalifornien, auf. Nachdem er die Servite High School und die Newport Harbor High School besucht hatte, begann er ein Studium der Meeresbiologie am Orange Coast College, was er allerdings wiederum zu Gunsten einer Karriere als Modell und Schauspieler aufgab.
Nachdem Warburton ab Ende der 1980er Jahre vermehrt in kleineren Schauspielrollen und Werbespots aufgetreten war, war es die Rolle des David Puddy in der Fernsehserie Seinfeld, für die er erstmals größere Aufmerksamkeit bekam. Neben Filmen wie Scream 3, Jede Menge Ärger und Men in Black II war er auch vermehrt in Serien wie Office Girl und Malcolm mittendrin zu sehen, wobei er in der kurzlebigen Superheldenserie The Tick die Hauptrolle übernahm. Einem größeren Publikum ist er seitdem in seinen Rollen als Jeff Bingham in Rules of Engagement und als Sprecher des Joe Swanson in Family Guy bekannt.
Außerdem beteiligte er sich 2010, 2012 und 2014 an drei kurzen Sketchen der US-amerikanischen Website Collegehumor.com.
Warburton ist seit 1991 verheiratet, aus dieser Ehe stammen vier Kinder.

## Filmografie (Auswahl)

### Schauspieler
- 1987: Der Herr von Dragonard Hill (Master of Dragonard Hill)
- 1987: Dragonard – Die Sklavenpeitsche (Dragonard)
- 1991: American Cocktail (Scorchers)
- 1993: Zurück in die Vergangenheit (Quantum Leap, Fernsehserie, eine Episode)
- 1993: Mann muss nicht sein (Designing Women, Fernsehserie, drei Episoden)
- 1994–1997: Immer Ärger mit Dave (Dave’s World, Fernsehserie, 34 Episoden)
- 1994: Steel Will: Mit eisernem Willen (Rise and Walk: The Dennis Byrd Story)
- 1995: Ellen (Fernsehserie, drei Episoden)
- 1995–1998: Seinfeld (Fernsehserie, zehn Episoden)
- 1996: American Strays – Lieben oder töten (American Strays)
- 1998–1999: NewsRadio (Fernsehserie, fünf Episoden)
- 1999: Apartment Complex (The Apartment Complex)
- 2000: Scream 3
- 2000: The Dish
- 2000: Auch Engel spielen Baseball (Angels in the Infield)
- 2001: Joe Jedermann (Joe Somebody)
- 2001: Camouflage
- 2001: The Tick (Fernsehserie)
- 2002: Malcolm mittendrin (Malcolm in the Middle, Fernsehserie, Episode 3x11)
- 2002: Jede Menge Ärger (Big Trouble)
- 2002: Men in Black II
- 2003: Meine wilden Töchter (8 Simple Rules for Dating My Teenage Daughter)
- 2003–2006: Office Girl (Less than Perfect, Fernsehserie)
- 2005: Sky High – Diese Highschool hebt ab! (Sky High)
- 2005: Volltreffer – Ein Supercoach greift durch (Rebound)
- 2007–2013: Rules of Engagement (Fernsehserie)
- 2007: Underdog – Unbesiegt weil er fliegt (Underdog)
- 2008: Get Smart
- 2010: Flicka 2 – Freunde fürs Leben (Flicka 2)
- 2012: Ted
- 2013: Movie 43
- 2014: Playing It Cool
- 2015: Ted 2
- 2015: Joe Dreck 2 – Beautiful Loser (Joe Dirt 2: Beautiful Loser)
- 2016: Crowded (Fernsehserie)
- 2016: Better Watch Out
- 2017–2019: Eine Reihe betrüblicher Ereignisse (A Series of Unfortunate Events, Fernsehserie, 25 Episoden)
- 2018–2020: Marvel’s Agents of S.H.I.E.L.D. (Fernsehserie, vier Episoden)
- 2020: Inheritance – Ein dunkles Vermächtnis (Inheritance)
- 2020–2022: Space Force (Fernsehserie, vier Episoden)
- 2023: The Duel
- 2024: Unfrosted

### Synchronsprecher
- seit 1999: Family Guy (Fernsehserie)
- 2000: Ein Königreich für ein Lama (The Emperor’s New Groove)
- 2000: Captain Buzz Lightyear – Star Command (Buzz Lightyear of Star Command: The Adventure Begins)
- 2002–2007: Kim Possible (Fernsehserie, 35 Episoden)
- 2003–2018: The Venture Bros. (Fernsehserie, 71 Episoden)
- 2004: Die Kühe sind los (Home on the Range)
- 2005: Die Rotkäppchen-Verschwörung (Hoodwinked!)
- 2005: Himmel und Huhn (Chicken Little)
- 2006: Jagdfieber (Open Season)
- 2006: Tierisch wild (The Wild)
- 2007: Bee Movie – Das Honigkomplott (Bee Movie)
- 2007: Es war k’einmal im Märchenland (Happily N’Ever After)
- 2010–2013: Mission Scooby-Doo (Scooby-Doo Mystery Incorporated, Fernsehserie, 34 Episoden)
- 2011: Das Rotkäppchen-Ultimatum (Hoodwinked Too! Hood vs. Evil)
- seit 2011: Archer (Fernsehserie)
- 2017–2022: Welpen Freunde (Puppy Dog Pals, Fernsehserie, zwölf Episoden)
- seit 2020: Baby Sharks große Show! (Baby Shark’s Big Show!, Fernsehserie)